# James H. Doolittle
James Harold "Jimmy" Doolittle (Alameda, California, 14 de diciembre de 1896 - Pebble Beach, California, 27 de septiembre de 1993) fue un pionero de la aviación estadounidense. Doolittle sirvió como oficial de las Fuerzas Aéreas del Ejército de los Estados Unidos durante la Segunda Guerra Mundial. Obtuvo la Medalla de Honor por su valentía y liderazgo como comandante de la Incursión Doolittle cuando era un teniente coronel.

## Biografía
Doolittle nació en Alameda, California. 
Debido a su baja estatura, tuvo que soportar acoso escolar lo que minaba su autoestima.
Para superar esta situación Doolittle aprendió a boxear superando sus limitaciones físicas y finalmente haciéndose respetar. Esta etapa de su desarrollo en que se supera y se reinventa a sí mismo, contribuiría más tarde en su destacable personalidad.
Graduado en la escuela secundaria en Los Ángeles, estudió en el Los Angeles Junior College y en la Universidad de California. 
En 1917 se alista en la «U.S. Army Signal Corps», donde recibe entrenamiento de vuelo para, en 1918, recibir su primer destino como teniente. En la Primera Guerra Mundial fue instructor de vuelo. Para esta época, Doolittle se destaca por sobre-exigir las máquinas que vuela, además las modifica para lograr llevarlas al límite de su capacidad.
Durante la década de 1920 se labra su fama como aviador batiendo el récord de vuelo transcontinental en septiembre de 1922, cuando realizó el primero de muchos vuelos pioneros, pilotando un De Havilland DH-4, que estaba equipado con los primeros instrumentos de navegación, en el primer vuelo a campo traviesa, desde Pablo Beach (ahora Jacksonville Beach), Florida, a Rockwell. Field, San Diego, California, en 21 horas y 19 minutos, haciendo solo una parada para reabastecimiento de combustible en Kelly Field. El Ejército de los Estados Unidos le otorgó la Distinguished Flying Cross. También ganaría los rallies aéreos «Schneider», «Bendix» y «Thompson». Además, durante esta década obtiene el título de Ingeniería Aeronáutica en el MIT (Massachusetts Institute of Technology), el doctorado y un máster en esta especialidad. Su doctorado en Ingeniería Aeronáutica fue el primero emitido en los Estados Unidos. Afirmó que consideraba el trabajo de su maestro más significativo que su doctorado.
En abril de 1926 Doolittle recibió licencia para ir a Sudamérica a realizar vuelos de demostración para Curtiss Aircraft. En Chile, se rompió ambos tobillos mientras mostraba sus habilidades acrobáticas en un incidente que se conoció como La Noche del Pisco Sours. Pero aún teniendo ambos tobillos enyesados, ejecutó con su Curtiss P-1 Hawk maniobras aéreas que superaron a la competencia. En 1927 fue el primero en realizar un "bucle exterior", que antes se pensaba que era una maniobra fatal, en un caza Curtiss, realizó el picado desde 10,000 pies, alcanzó las 280 millas por hora, tocó fondo al revés, luego trepó y completó el bucle.

El más importante aporte de Doolittle a la tecnología aeronáutica fue en el vuelo por instrumentos. Fue el primero en reconocer que la verdadera libertad operativa en el aire no se podía lograr a menos que los pilotos desarrollaran la capacidad de controlar y navegar aviones en vuelo desde el despegue hasta el aterrizaje, independientemente del rango de visión desde la cabina. Doolittle fue el primero en imaginar que un piloto podría ser entrenado para usar instrumentos para volar a través de la niebla, las nubes, las precipitaciones de todo tipo, la oscuridad o cualquier otro impedimento para la visibilidad, a pesar de las entradas de detección de movimiento posiblemente intrincadas del propio piloto. Incluso en esta etapa inicial, la capacidad de controlar la aeronave iba más allá de la capacidad de detección de movimiento del piloto. Es decir, a medida que los aviones se volvían más rápidos y maniobrables, los pilotos podían desorientarse completamente sin señales visuales desde fuera de la cabina, pues los aviones podían moverse de formas que los sentidos de los pilotos no podían descifrar con precisión.
Doolittle también fue el primero en reconocer estas limitaciones psico-fisiológicas de los sentidos humanos (en especial las entradas de los sentidos del movimiento: arriba, abajo, izquierda, derecha). Dio inicio al estudio de las relaciones entre los efectos psicológicos de las señales visuales y los sentidos del movimiento. Su investigación produjo programas que capacitaron a los pilotos para leer y comprender los instrumentos de navegación. El piloto aprendió a "confiar en sus instrumentos", no en sus sentidos, ya que las señales visuales y las entradas de sus sentidos de movimiento (lo que sintió) podrían ser incorrectas o poco confiables.
En 1929, se convirtió en el primer piloto en despegar, volar y aterrizar un avión usando solo instrumentos, sin una vista fuera de la cabina. Contribuyó en el desarrollo de equipos de vuelo de niebla. Ayudó a desarrollar, y fue el primero en probar, el horizonte artificial y el giroscopio direccional. Estos logros permitieron que las operaciones de las aerolíneas en todo clima fueran prácticas y confiables.
Doolittle dejó el servicio activo en 1930, permaneciendo como oficial en la reserva. En 1940 ocupó el cargo de presidente del «Institute of Aeronautical Science», volviendo al servicio activo como Coronel en julio de este año para convertir industrias civiles a la producción militar ante la inminencia de la guerra.
Dentro de las actividades bélicas durante la Segunda Guerra Mundial, Doolittle se destacó sobre todo por liderar el primer ataque estadounidense sobre suelo japonés, consistente en un bombardeo sobre Tokio por aviones B-25 embarcados en el portaaviones USS Hornet (CV-8) el 18 de abril de 1942, operación conocida desde entonces como Incursión Doolittle. 
Este ataque, relatado en numerosas películas del género bélico, supuso un punto de inflexión en el rumbo de la guerra, a pesar de que, más que una gran devastación, se buscaba un efecto propagandístico como en efecto lo tuvo. Esta acción le valió la Medalla de Honor del Congreso colocada personalmente por el presidente Roosevelt, y el ascenso a General de Brigada. De hecho, el mismo Doolittle pensaba que una vez en los Estados Unidos, sería juzgado por haber perdido todos los aviones. En lugar de eso, fue aclamado como héroe.

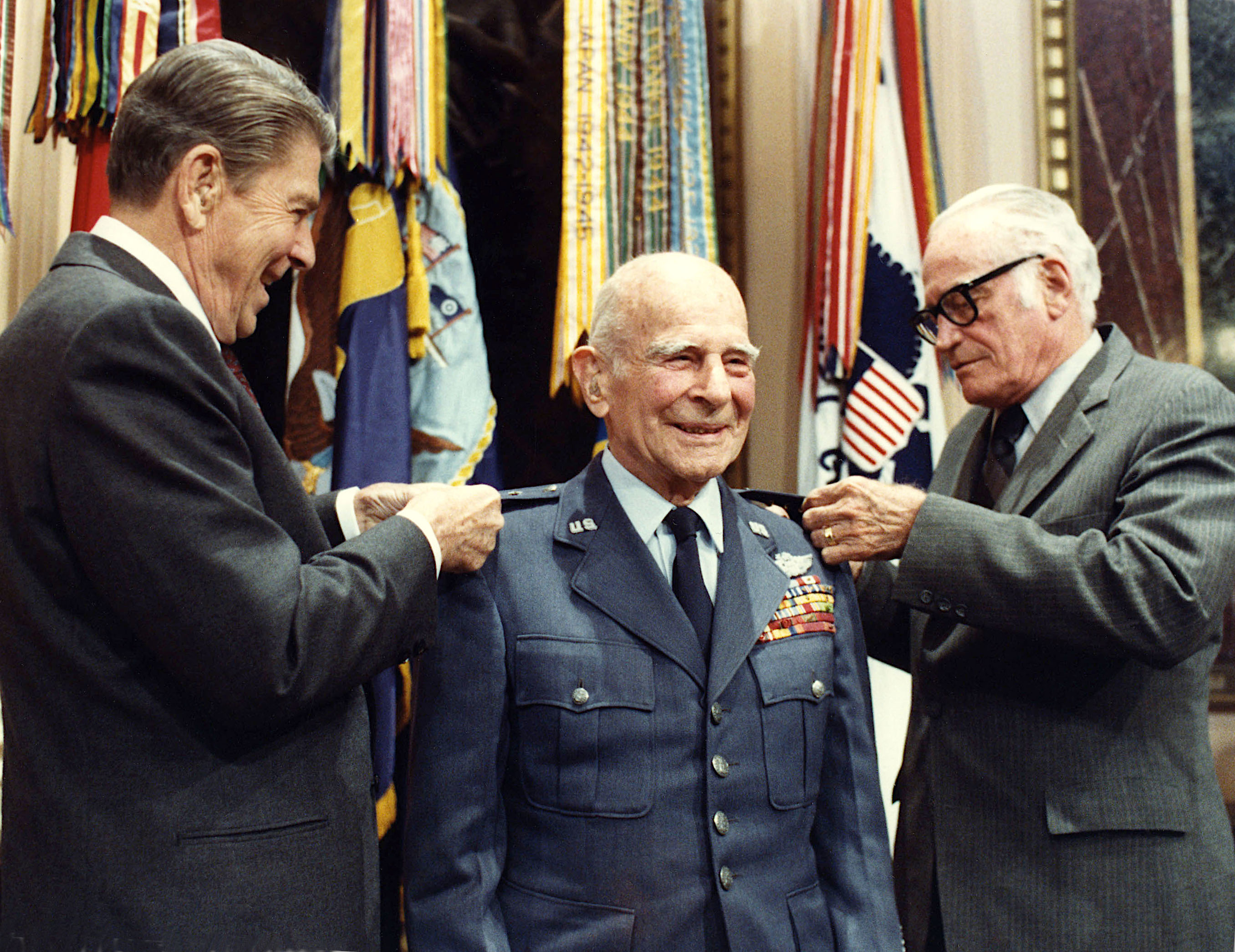
El presidente de EE. UU. Ronald Reagan concede a Doolittle el rango de general de cuatro estrellas, 1985.

A lo largo de la guerra fue adquiriendo un gran historial, sobre todo, en la aviación, batiendo numerosos récords unos años antes inimaginables, siendo para los estadounidenses no solo un héroe de guerra sino también un héroe nacional.
En el transcurso de la guerra comandó escuadrones en el norte de África, así como en el Pacífico, regresando tras la guerra a la industria privada, trabajando para la industria aeronáutica y la dirección ejecutiva de Shell. 
Fue reconocido y honrado con su cuarta estrella en su vejez por el entonces presidente Ronald Reagan en 1985. 
El General James H. Doolittle falleció el 27 de septiembre de 1993 y fue enterrado en la sección 7-A del Cementerio de Arlington, lugar que los Estados Unidos dedica a sus héroes de guerra.

## Cultura popular

### Cine
En la película de 1944 Treinta segundos sobre Tokio, James H. Doolittle es interpretado por el actor Spencer Tracy. 
En la película de 2001 Pearl Harbor, James H. Doolittle es interpretado por el actor Alec Baldwin durante la Incursión Doolittle.
En la película de 2019 Midway, James H. Doolittle es interpretado por el actor Aaron Eckhart durante la Incursión Doolittle.
- Datos: Q366547
- Multimedia: James Harold Doolittle / Q366547